# Кенал Тауншип (округ Венанго, Пенсільванія)
Кенал Тауншип (англ. Canal Township) — селище (англ. township) в США, в окрузі Венанго штату Пенсільванія. Населення — 937 осіб (2020).

## Демографія
Згідно з переписом 2010 року, у селищі мешкали 1023 особи в 408 домогосподарствах у складі 305 родин. Було 465 помешкань
Расовий склад населення:
| - 98,6 % — білих - 0,4 % — чорних або афроамериканців - 0,2 % — корінних американців - 0,1 % — азіатів |

До двох чи більше рас належало 0,7 %. Частка іспаномовних становила 0,1 % від усіх жителів.
За віковим діапазоном населення розподілялося таким чином: 18,2 % — особи молодші 18 років, 63,0 % — особи у віці 18—64 років, 18,8 % — особи у віці 65 років та старші. Медіана віку мешканця становила 45,3 року. На 100 осіб жіночої статі у селищі припадало 97,5 чоловіків;  на 100 жінок у віці від 18 років та старших — 100,7 чоловіків також старших 18 років.
Середній дохід на одне домашнє господарство  становив 53 850 доларів США (медіана — 47 917), а середній дохід на одну сім'ю — 62 228 доларів (медіана — 50 357). Медіана доходів становила 32 813 долари для чоловіків та 31 307 доларів для жінок. За межею бідності перебувало 6,0 % осіб, у тому числі 6,3 % дітей у віці до 18 років та 1,7 % осіб у віці 65 років та старших.
Цивільне працевлаштоване населення становило 433 особи. Основні галузі зайнятості: освіта, охорона здоров'я та соціальна допомога — 23,1 %, виробництво — 22,9 %, роздрібна торгівля — 18,2 %.